# Çimboy
Çimboy es una localidad de Uzbekistán, en la república autónoma de Karakalpakia.
Se encuentra a una altitud de 64 m sobre el nivel del mar. 

## Demografía
Según estimación 2010 contaba con una población de 39780 habitantes.

## Clima
| Parámetros climáticos promedio de Çimboy (1991-2020) | Parámetros climáticos promedio de Çimboy (1991-2020) | Parámetros climáticos promedio de Çimboy (1991-2020) | Parámetros climáticos promedio de Çimboy (1991-2020) | Parámetros climáticos promedio de Çimboy (1991-2020) | Parámetros climáticos promedio de Çimboy (1991-2020) | Parámetros climáticos promedio de Çimboy (1991-2020) | Parámetros climáticos promedio de Çimboy (1991-2020) | Parámetros climáticos promedio de Çimboy (1991-2020) | Parámetros climáticos promedio de Çimboy (1991-2020) | Parámetros climáticos promedio de Çimboy (1991-2020) | Parámetros climáticos promedio de Çimboy (1991-2020) | Parámetros climáticos promedio de Çimboy (1991-2020) | Parámetros climáticos promedio de Çimboy (1991-2020) |
| Mes                                                  | Ene.                                                 | Feb.                                                 | Mar.                                                 | Abr.                                                 | May.                                                 | Jun.                                                 | Jul.                                                 | Ago.                                                 | Sep.                                                 | Oct.                                                 | Nov.                                                 | Dic.                                                 | Anual                                                |
| ---------------------------------------------------- | ---------------------------------------------------- | ---------------------------------------------------- | ---------------------------------------------------- | ---------------------------------------------------- | ---------------------------------------------------- | ---------------------------------------------------- | ---------------------------------------------------- | ---------------------------------------------------- | ---------------------------------------------------- | ---------------------------------------------------- | ---------------------------------------------------- | ---------------------------------------------------- | ---------------------------------------------------- |
| Temp. máx. abs. (°C)                                 | 17.0                                                 | 27.7                                                 | 31.8                                                 | 37.1                                                 | 43.5                                                 | 43.3                                                 | 46.5                                                 | 46.0                                                 | 41.0                                                 | 33.8                                                 | 27.2                                                 | 20.0                                                 | 46.5                                                 |
| Temp. máx. media (°C)                                | 0.5                                                  | 3.8                                                  | 12.5                                                 | 21.9                                                 | 29.0                                                 | 34.1                                                 | 35.6                                                 | 34.0                                                 | 27.4                                                 | 19.6                                                 | 9.3                                                  | 2.3                                                  | 19.2                                                 |
| Temp. media (°C)                                     | -4.3                                                 | -2.1                                                 | 5.6                                                  | 14.5                                                 | 21.6                                                 | 26.7                                                 | 28.2                                                 | 25.9                                                 | 18.9                                                 | 11.2                                                 | 3.0                                                  | -2.6                                                 | 12.2                                                 |
| Temp. mín. media (°C)                                | -8.3                                                 | -6.9                                                 | -0.3                                                 | 7.7                                                  | 14.2                                                 | 18.9                                                 | 20.6                                                 | 18.3                                                 | 11.4                                                 | 3.9                                                  | -2.3                                                 | -6.7                                                 | 5.9                                                  |
| Temp. mín. abs. (°C)                                 | -33.7                                                | -29.6                                                | -22.6                                                | -10.4                                                | -0.5                                                 | 5.9                                                  | 8.4                                                  | 6.8                                                  | -3.6                                                 | -13.2                                                | -25.5                                                | -29.7                                                | -33.7                                                |
| Precipitación total (mm)                             | 11                                                   | 12                                                   | 19                                                   | 19                                                   | 21                                                   | 7                                                    | 3                                                    | 3                                                    | 5                                                    | 8                                                    | 15                                                   | 10                                                   | 133                                                  |
| Nevadas (cm)                                         | 2                                                    | 2                                                    | 0                                                    | 0                                                    | 0                                                    | 0                                                    | 0                                                    | 0                                                    | 0                                                    | 0                                                    | 0                                                    | 1                                                    | 5                                                    |
| Días de lluvias (≥ 1 mm)                             | 2                                                    | 2                                                    | 4                                                    | 4                                                    | 4                                                    | 2                                                    | 1                                                    | 1                                                    | 2                                                    | 3                                                    | 4                                                    | 3                                                    | 32                                                   |
| Días de nevadas (≥ 1 mm)                             | 5                                                    | 3                                                    | 2                                                    | 0.3                                                  | 0                                                    | 0                                                    | 0                                                    | 0                                                    | 0                                                    | 0.2                                                  | 1                                                    | 4                                                    | 15.5                                                 |
| Horas de sol                                         | 119                                                  | 143                                                  | 169                                                  | 220                                                  | 317                                                  | 362                                                  | 375                                                  | 380                                                  | 288                                                  | 224                                                  | 150                                                  | 104                                                  | 2851                                                 |
| Humedad relativa (%)                                 | 75                                                   | 71                                                   | 63                                                   | 52                                                   | 48                                                   | 44                                                   | 44                                                   | 47                                                   | 50                                                   | 57                                                   | 68                                                   | 73                                                   | 57.7                                                 |
| Fuente n.º 1: Погода и климат                        |                                                      |                                                      |                                                      |                                                      |                                                      |                                                      |                                                      |                                                      |                                                      |                                                      |                                                      |                                                      |                                                      |
| Fuente n.º 2: NOAA (Horas de sol, 1961-1990)         |                                                      |                                                      |                                                      |                                                      |                                                      |                                                      |                                                      |                                                      |                                                      |                                                      |                                                      |                                                      |                                                      |